# Zagonia flavicornis
Zagonia flavicornis är en tvåvingeart som beskrevs av Axel Leonard Melander 1952. Zagonia flavicornis ingår i släktet Zagonia och familjen myllflugor. Inga underarter finns listade i Catalogue of Life.